# Picardia
Picardia là một chi bướm đêm thuộc họ Pterophoridae.

## Các loài
- Picardia betsileo Gibeaux, 1994
- Picardia eparches (Meyrick, 1931)
- Picardia orchatias (Meyrick, 1908)
- Picardia ruwenzoricus (Gielis, 1991)